# Romeo i Julia z Saskiej Kępy
Romeo i Julia z Saskiej Kępy – polski film psychologiczny z 1988 roku.

## Opis fabuły
Leopold jest malarzem i życiowym nieudacznikiem, a Sabina, która pochodzi ze wsi, pracuje w Warszawie jako pomoc domowa, jednak zostaje zwolniona. Wspólnie z Leopoldem zaczynają mieszkać w pakamerze przy kotłowni. Ich uczucie, mimo biedy i trudnych warunków lokalowych, bynajmniej nie traci na intensywności. Akceptują siebie takimi, jakimi są. Ona zajmuje się zarabianiem pieniędzy, sprzedając szmaty i butelki. On maluje swoje dziwne obrazy, których nikt nie chce kupować. Pewnego dnia jednak coś się psuje. Podczas pracy w plenerze Leopold spotyka Jolkę - córkę swojej dawnej miłości. Oddaje jej pieniądze zarobione przez Sabinę. Udaje mu się też sprzedać obraz na stołecznej Starówce. Postanawia czasowo wyprowadzić się z pakamery.

## Obsada
- Krzysztof Chamiec - Leopold
- Barbara Zielińska - Sabina
- Katarzyna Gniewkowska - Jola
- Gustaw Lutkiewicz - "Dziadek" Kędziora
- Jarosław Domin - palacz Jasio
- Roman Kłosowski - "Kiciarz"
- Wieńczysław Gliński - doktor
- Hanna Stankówna - żona doktora
- Tatiana Sosna-Sarno - "Ruda" Teresa
- Witold Pyrkosz - dorożkarz
- Andrzej Krasicki - mężczyzna na budowie
- Wiesława Mazurkiewicz - pani Roma z "Desy"
- Dorota Fijałkowska
- Lidia Lenarczyk
- Piotr Wyrzykowski
- Włodzimierz Gołaszewski - Michał, malarz przy Barbakanie
- Paweł Unrug - Polonus kupujący obraz Leopolda
- Włodzimierz Kubat
- Mariusz Leszczyński - milicjant
- Krzysztof Prymek - malarz przy Barbakanie
- Andrzej Żółkiewski
- Jacek Ryniewicz
- Janusz Dziubiński (nie występuje w czołówce)
- Krzysztof Fus - mężczyzna komentujący kłótnię Sabiny i "Kiciarza" (nie występuje w czołówce)
- Mieczysław Kadłubowski (nie występuje w napisach)
- Roman Kosierkiewicz - szatniarz (nie występuje w czołówce)
- Zdzisław Rychter - mężczyzna w kawiarni (nie występuje w czołówce)